# 다카스정
다카스정(일본어: 鷹栖町)은 일본 홋카이도 가미카와 지방 중부 가미카와군에 있는 정이다. 아사히카와시 북부와 인접한다.
일찍이 솔개나 매가 많아 아이누어로 ‘치카프니’(チカプニ, 큰 새가 사는 곳)로 불리던 것을 일본어로 의역해 ‘다카스’로 명명되었다.

## 지리
홋카이도의 거의 중앙부에 있는 가미카와 분지에 위치한다. 작은 언덕으로 둘러싸인 소분지 모양의 지형이다. 거의 전역에 걸쳐서 바둑판 모양으로 도로가 깔려 있다. 오사랏페강이 북쪽에서 남쪽으로 흘러 정의 남단에서 이시카리강으로 흘러 들어간다.

### 인접한 자치체
북쪽으로 왓사무정, 다른 세 방향은 아사히카와시와 접한다.

## 역사
- 1892년 - 가미카와군에 (구) 다카스촌이 설치되었다.
- 1906년 - 2급 정촌제가 시행되어 가미카와군 (구) 다카스촌이 되었다. 다카스촌의 일부를 분리해 핏푸촌(현 핏푸정)을 신설하였다.
- 1909년 - 1급 정촌제를 시행하였다.
- 1924년 - (구) 다카스촌이 히가시타카스촌으로 개칭했고, (신) 다카스촌과 에탄베쓰촌을 분리하였다. (신) 다카스촌은 현재의 다카스정의 영역과 거의 일치하였다.
- 1969년 - 정으로 승격해 다카스정이 되었다.

## 경제
농업이 중심으로 예전에는 벼 단일 작물이었지만 밭농사로의 전환도 이루어져 야채 생산량이 많다.

## 교통

### 철도
- 홋카이도 여객철도 하코다테 본선

### 도로
- 도오 자동차도